# Monodgnathia ponera
Monodgnathia ponera är en kräftdjursart som beskrevs av Cohen och Gary C.B. Poore 1994. Monodgnathia ponera ingår i släktet Monodgnathia och familjen Gnathiidae. Inga underarter finns listade i Catalogue of Life.